# 劉党
劉党（劉黨、りゅう とう、58年 - 96年）は、後漢の皇族。楽成靖王。

## 経歴
明帝の四男として生まれた。66年（永平9年）、重熹王の号を賜った。72年（永平15年）、楽成王に封じられた。劉党は聡明で史書を良く読み、文字を校正するのを好んだ。章帝と同年であったため、最も帝と親密であった。79年（建初4年）、清河郡の繚・観津、勃海郡の東光・成平、涿郡の中水・饒陽・安平・南深沢の合わせて8県が分離されて楽成国に加増された。86年（元和3年）、章帝の北巡に従った。88年（章和2年）3月、楽成国に下向した。
劉党には非法のことが多かった。もと後宮の妓人であった哀置を章初という無官の人物の妻としてめとらせておきながら、哀置を召しだして楽成国の宮に入れ私通した。章初がこのことを上書して告発しようとしたため、劉党はひそかに哀置の姉の哀焦に金を渡して章初を殺させた。事件が発覚すると、劉党は内侍3人の首を絞めて殺害し、口封じをした。また亡き中山簡王劉焉の傅婢であった李羽生をめとって小妻とした。95年（永元7年）、楽成国の相がこのことを上奏した。和帝は東光・鄡の2県を楽成国から削った。
96年（永元8年）4月癸亥、劉党は死去した。

## 子女
- 劉崇（後嗣、楽成哀王、劉党の死後に楽成王として立ったが、わずか2カ月で死去し、楽成国はひとたび断絶した）
- 劉巡（脩侯、楽成釐王）

## 伝記資料
- 『後漢書』巻50 列伝第40